# Comuna de Smyków
Smyków (polaco: Gmina Smyków) é uma gminy (comuna) na Polónia, na voivodia de Santa Cruz e no condado de Konecki. A sede do condado é a cidade de Smyków.
De acordo com os censos de 2004, a comuna tem 3681 habitantes, com uma densidade 59,3 hab/km².

## Área
Estende-se por uma área de 62,11 km², incluindo:
- área agrícola: 47%
- área florestal: 48%

## Demografia
Dados de 30 de Junho 2004:
|                      | Total   | Total | Mulheres | Mulheres | Homens  | Homens |
| -------------------- | ------- | ----- | -------- | -------- | ------- | ------ |
|                      | pessoas | %     | pessoas  | %        | pessoas | %      |
| População            | 3681    | 100   | 1814     | 49,3     | 1867    | 50,7   |
| Densidade (pop./km²) | 59,3    | 100   | 29,2     | 29,2     | 30,1    | 30,1   |

De acordo com dados de 2005, o rendimento médio per capita ascendia a 1850,49 zł.

## Comunas vizinhas
- Końskie, Mniów, Radoszyce, Stąporków